# リチャード・ストレイチー

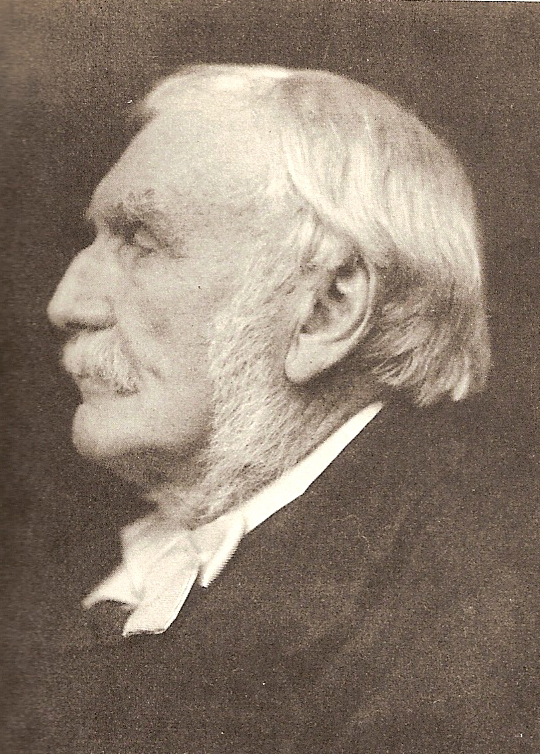
サー・リチャード・ストレイチー中将。

サー・リチャード・ストレイチー（英: Sir Richard Strachey, GCSI, FRS、1817年7月24日 - 1908年2月12日）は、イギリスの軍人、イギリスによるインド統治の行政官僚。

## 生い立ちと初期の業績
エドワード・ストレイチーの三男、初代準男爵サー・ヘンリー・ストレイチーの孫として、1817年7月24日にサマセット州ストーウェイ (Stowey) のサットン・コート (Sutton Court) で生まれた。イギリス東インド会社のアディスコーム軍学校 (Addiscombe Military Seminary) に学び、1836年にベンガル工兵 (Bengal Engineers) に加わり、北西地方 (North-Western Provinces) で灌漑施設の整備に数年間従事した。ストレイチー家には、インド統治に関わるものが多かったため、「ストレイチー家の統治」という嫌みをいう者もいたという。
1845年から1846年にかけて、ストレイチーは第一次シク戦争 (en:First Anglo-Sikh War) に従軍し、アリーワールの戦い (Battle of Aliwal) やソブラーオーンの戦い (Battle of Sobraon) で戦功を上げ、戦況を伝える特電に名が挙げられ、少佐に特進した。
1848年、ストレイチーはJ・E・ウィンターボトム (J. E. Winterbottom) とともにチベットへ入り、1846年に兄ヘンリー・ストレイチーが踏査していたマーナサローワル湖やラークシャスタール湖 (Lake Rakshastal) 周辺の地域を調査した。1849年、ヘンリーとリチャードの兄弟は、ガルワール（Garhwal：現在のウッタラーカンド州西部）からニチ峠 (Niti Pass) を越えて、短期間ながらチベットに入域した。

## インド統治への関与
1858年から1865年まで、ストレイチーはイギリス領インド政府にあって、公共事業関係の書記官ないし書記官代行者として働き、1867年から1871年には、当時、特に設けられた灌漑担当総監の職に就いた。
当時、公共事業関係の行政組織は、1854年にダルハウジー卿が組織を建てて以来、急速に拡大していた関係事業に対処すべく、機構再編を進めている最中であった。この機構再編においては、適切な根拠に基づく説明が行なわれて森林行政の規模が拡大されたが、これはストレイチーの功績であった。インド統治の財政面におけるストレイチーの業績も重要であった。1867年にストレイチーがまとめた計画は、インドの財政権限をかなりの程度まで分権化しようとするものであり、これはその後のインド総督を務めたメイヨー卿やリットン卿の下で、ストレイチーの弟サー・ジョン・ストレイチー (Sir John Strachey) が実行に移した政策の基礎となった。

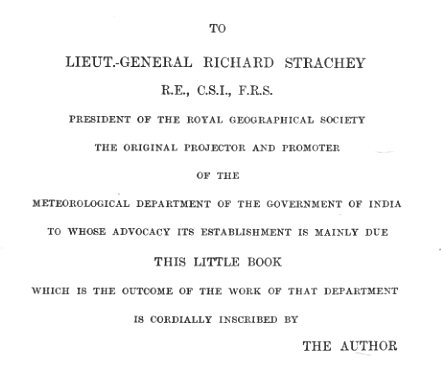
ヘンリー・フランシス・ブランフォード (Henry Francis Blanford) が1889年にインド気象局から出版した書籍の扉に記された、ストレイチーへの献辞。

ストレイチーは、1871年にインドを離れたが、1877年には、東インド鉄道 (the East Indian railway) の買収交渉のため再び現地政府に派遣され、次いでインド大飢饉 (Indian famines) の調査委員会の委員長に選ばれた。1878年、ストレイチーは6ヵ月の間、インド総督府の財務担当代理に任じられ、当時まだ深刻になり始めたばかりのルピーの価値下落に起因する困難に対処する方策の提案を行なった。しかし、ストレイチーの提案は、国務大臣の支持を得られなかった。これ以降、ストレイチーは、インドとイングランドの通貨調整に積極的に関与するようになり、1892年には、ハーシェル卿 (Lord Herschell) を長とする委員会の委員となり、この委員会は1878年にストレイチーが提案した見解に沿った結論を出すに至った。
1875年から1889年まで、ストレイチーはインド担当大臣官房の一員であったが、ストレイチーは東インド鉄道会社会長職に就くことになったためにこの職を辞した。1892年、ストレイチーはブリュッセルで開催された国際通貨会議 (International Monetary Conference) に、イギリス領インド帝国代表として参加した。
ストレイチーは科学方面でも、ヒマラヤ地方の地質学、植物学、自然地理学に関わる重要な業績を残している。ストレイチーは特に気象学研究に力を尽くし、インド気象局の創設にも大きく関わり、1883年には王立協会の気象学委員会座長となった。1888年から1890年まで、ストレイチーは王立地理学会会長を務めた。1897年には、1854年以来フェローであった王立協会から、ロイヤル・メダルを受賞し、同年にはスター・オブ・インディア勲章 (Order of the Star of India) の最上級であるナイト・グランド・コマンダー (Knight Grand Commander) を受章した。1906年サイモンズ・ゴールドメダル受賞。ストレイチーは、1908年2月12日に死去した。

## 家族

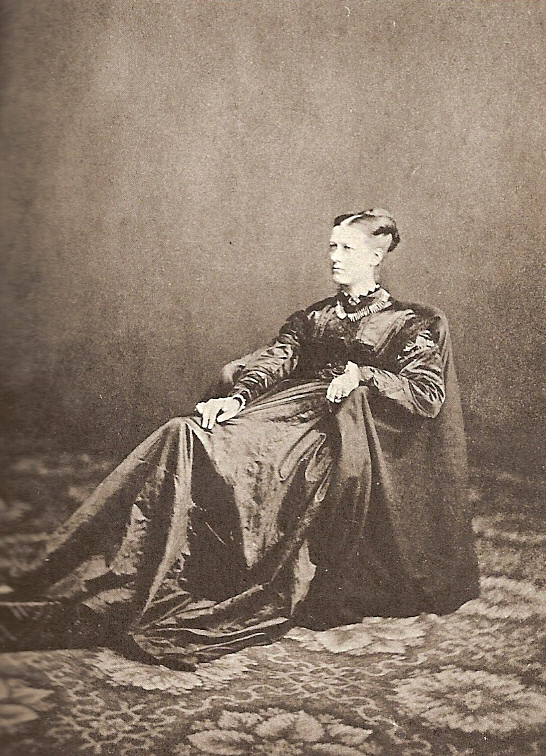
レディ・ストレイチー。

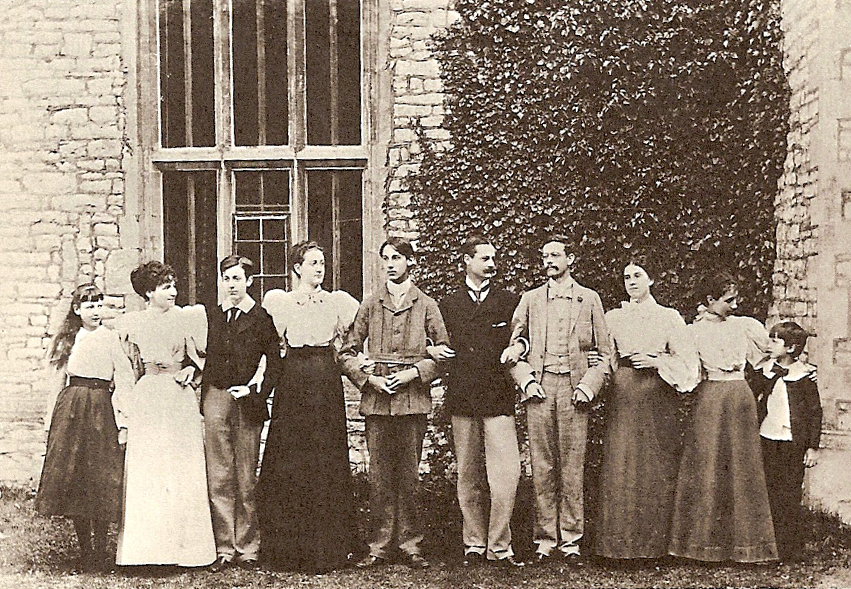
ストレイチーの子どもたち。

ストレイチーの最初の妻であったキャロライン・ボウルズ (Caroline Bowles) は、結婚した1855年のうちに死去した。
ストレイチーは、1859年1月4日にジェーン・マリア・グラント (Jane Maria Grant) と再婚したが、レディ・ストレイチーとして知られたストレイチー夫人ジェーン (Jane, Lady Strachey、1840年3月13日 - 1928年12月14日) は、著作家、有名な女性参政権支持者だった。ジェーンは喜望峰沖を航海中の船上で生まれ、1907年にロンドンで行なわれた女性参政権運動の示威行動「Mud March」の創立メンバーのひとりだった。
サー・リチャードとレディ・ストレイチーの間には、13人の子どもたちが生まれ、10人が成人した。著作家となったリットン・ストレイチー、ジェームズ・ストレイチー (James Strachey)、官僚となったオリヴァー・ストレイチー (Oliver Strachey)、ドロシー・バッシー (Dorothy Bussy：旧姓ストレイチー) らがいる。